# Fiat 2000
FIAT 2000 — итальянский тяжёлый танк Первой мировой войны.

## История
В Первую мировую войну Италия не располагала собственными бронетанковыми подразделениями, и в 1916 году автомобильная компания Fiat получила заказ на разработку первого итальянского танка. 21 июня 1917 года военная комиссия ознакомилась с прототипом нового танка. Его механические системы были уже готовы, однако внешняя оснастка была добавлена позднее; в прототипе она была представлена сделанной из дерева открытой конической башней с макетом орудия. Окончательную внешнюю конфигурацию танка разработали лишь в 1918 году.

## Описание
Fiat 2000 представлял собой мощную машину, сопоставимую по размерам с британскими Mark V; но если последние весили 28 тонн, то Fiat — 40 тонн. Водитель находился в передней части танка и располагал хорошим обзором благодаря смотровой щели и ряду боковых отверстий.
Компоновка танка заметно отличалась от других танков этого времени, особенно от британских. Двигатель находился отдельно от экипажа, но не сзади отсека для экипажа (как в современных танках), а под ним. Интерес представляла и новаторская механика, включая FIAT Aviazione A12 — шестицилиндровый двигатель 240 л. с. с водяным охлаждением, приводящий в движение катки с помощью поперечной тяги. Бак вмещал от 600 до 1000 литров топлива, но это позволяло преодолеть максимум 75 км по шоссе.
Ходовая часть была длиннее, чем прикрывающая её броня, но ниже по сравнению с опоясывающими «ромбовидные» британские танки гусеницами, поэтому её вес был меньше. Броня представляла собой стальные листы, крепящиеся заклёпками; толщина лобовой брони составляла 20 мм, боковой — 15 мм.
Вооружение поначалу должно было состоять из башенного орудия и десяти пулемётов (четыре спереди, по три с боков), однако это оставило бы незащищённой корму и приводило бы к проникновению пороховых газов в отсек для экипажа. В результате в крышу был вмонтирован вентилятор, а пулемёты расположились по следующей схеме: три сзади, по два спереди и с боков.
Возможно, наиболее интересной частью вооружения танка была башня: не считая Рено FT-17, это был первый танк с вращающейся башней, установленной наверху корпуса. Башня изготавливалась из четырёх склёпанных вместе блоков, в ней могли разместиться два человека и устанавливалось 65/17 орудие. Благодаря высокой башне и пространству перед ней, углы склонения орудия составляли −10/+75°.

## Использование
Этот танк часто называют «самым тяжёлым танком Первой мировой», хотя это не совсем верно, поскольку Fiat 2000 не принимал участия непосредственно в Первой мировой войне. Заказ был небольшим и составил 50 танков, однако завод изготовил только два танка-прототипа.
После войны танк был представлен как один из видов вооружения, позволивших одолеть врага. Оба прототипа были отправлены в Ливию для борьбы с повстанцами, войдя наряду с закупленными французскими танками в созданную танковую батарею (1° Batteria autonoma carri d’assalto).
В Ливии обнаружилось, что средняя скорость Fiat 2000 составляет 4 км/ч, и через два месяца их служба закончилась, так как они не могли угнаться за мобильным врагом. Один из них остался в Ливии, а другой вернулся весной 1919 года в Италию, где выступил в присутствии короля на римском стадионе. Танк продемонстрировал ряд трюков: он въехал на 1,1-метровую стену, затем проломил тараном другую стену (высотой 3,5 м), переехал траншею шириной 3 метра и повалил несколько деревьев. Однако это впечатляющее представление не вернуло ему интереса публики, и танк был забыт. Несколько лет он провёл в депо, пока не переехал по приказу полковника Э. Мальтезе в форт Тибуртино, рискуя загореться по дороге. В 1934 году он участвовал в параде Campo Dux, для которого его заново раскрасили и даже перевооружили: два передних пулемёта были заменены 37/40 орудиями. Позже он был установлен в Болонье в качестве памятника, но его дальнейшая судьба, как и судьба оставшегося в Ливии танка, неизвестна.

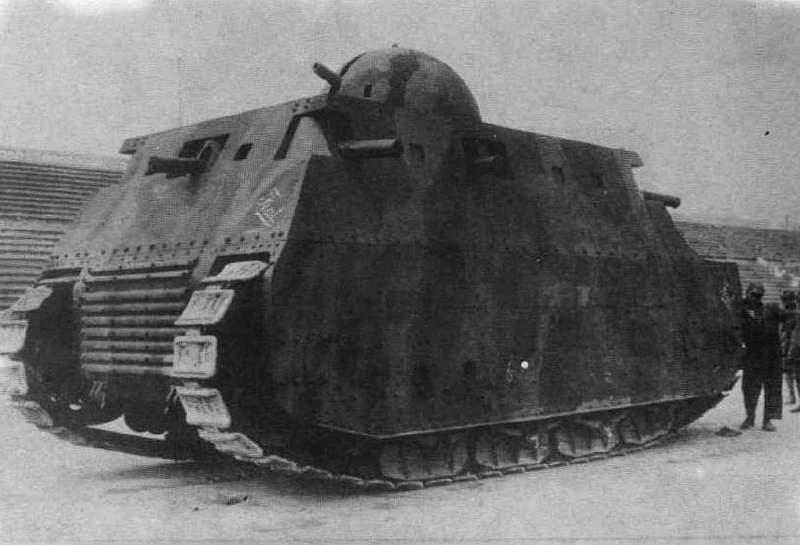
Танк в апреле 1919 г.
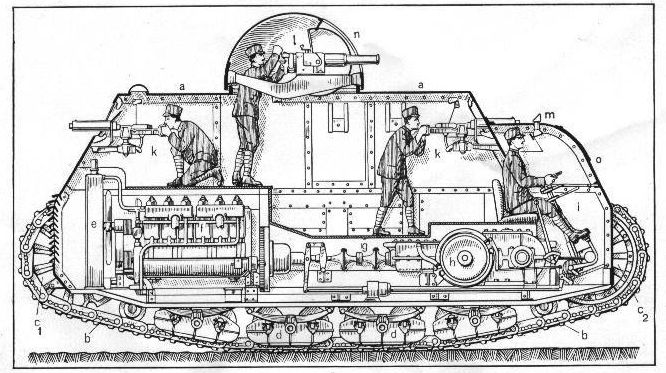
Компоновка танка